# Павела Митова
Павела Василева Митова е български политик от „Има такъв народ“. Народен представител в XLVI, XLIX, L и LI народно събрание. Председател на комисията по енергетика.

## Биография
Павела Митова е родена на 28 януари 1991 г. в град София, България. Завършва политически науки и международни отношения в Католическия университет на Милано в Италия, след това записва магистратура по международна сигурност в Гронингенския университет в Холандия и по икономическа сигурност, геополитика и разузнаване в SIOI (образователен институт под управлението на Министерството на външните работи на Италия).
Избирана е за народен представител след парламентарните избори през юли 2021 г.; 2023 г.; юни и октомври 2024 година.

## Личен живот
Неин бивш съпруг е италианският депутат Николо Инвидиa от парламентарната група на Движение „5 звезди“.